# Chefe de Gabinete da Nação Argentina
O Chefe de Gabinete de Ministros da Nação Argentina (em espanhol: Jefe de Gabinete de Ministros de la Nación Argentina) é responsável pela administração do país e pela coordenação dos ministérios.

## Lista de Chefes de Gabinete da Nação Argentina
| Ministro                | Anos          | Presidente                     | Presidente         |
| ----------------------- | ------------- | ------------------------------ | ------------------ |
| Eduardo Bauzá           | 1995-1996     |                                | Carlos Saúl Menem  |
| Jorge Rodríguez         | 1996-1999     |                                | Carlos Saúl Menem  |
| Rodolfo Terragno        | 1999-2000     |                                | Fernando de la Rúa |
| Chrystian Colombo       | 2000-2001     |                                | Fernando de la Rúa |
| Humberto Schiavoni      | 2001          |                                | Ramón Puerta       |
| Jorge Obeid             | 2001          | Adolfo Rodríguez Saá           |                    |
| Antonio Cafiero         | 2001-2002     | Eduardo Camaño                 |                    |
| Jorge Capitanich        | 2002          | Eduardo Duhalde                |                    |
| Alfredo Atanasof        | 2002-2003     | Eduardo Duhalde                |                    |
| Alberto Fernández       | 2003-2007     | Néstor Kirchner                |                    |
| Alberto Fernández       | 2007-2008     | Cristina Fernandez de Kirchner |                    |
| Sergio Massa            | 2008-2009     | Cristina Fernandez de Kirchner |                    |
| Aníbal Fernández        | 2009-2011     | Cristina Fernandez de Kirchner |                    |
| Juan Manuel Abal Medina | 2011-2013     | Cristina Fernandez de Kirchner |                    |
| Jorge Capitanich        | 2013-2015     | Cristina Fernandez de Kirchner |                    |
| Aníbal Fernández        | 2015          | Cristina Fernandez de Kirchner |                    |
| Marcos Peña             | 2015-2019     |                                | Mauricio Macri     |
| Santiago Cafiero        | 2019-2021     |                                | Alberto Fernández  |
| Juan Luis Manzur        | 2021-2023     |                                | Alberto Fernández  |
| Agustín Rossi           | 2023-2023     |                                | Alberto Fernández  |
| Nicolás Posse           | 2023-2024     |                                | Javier Milei       |
| Guillermo Francos       | 2024-presente |                                | Javier Milei       |